# دره قاسملو

ارومیه -حوالی دره قاسملو

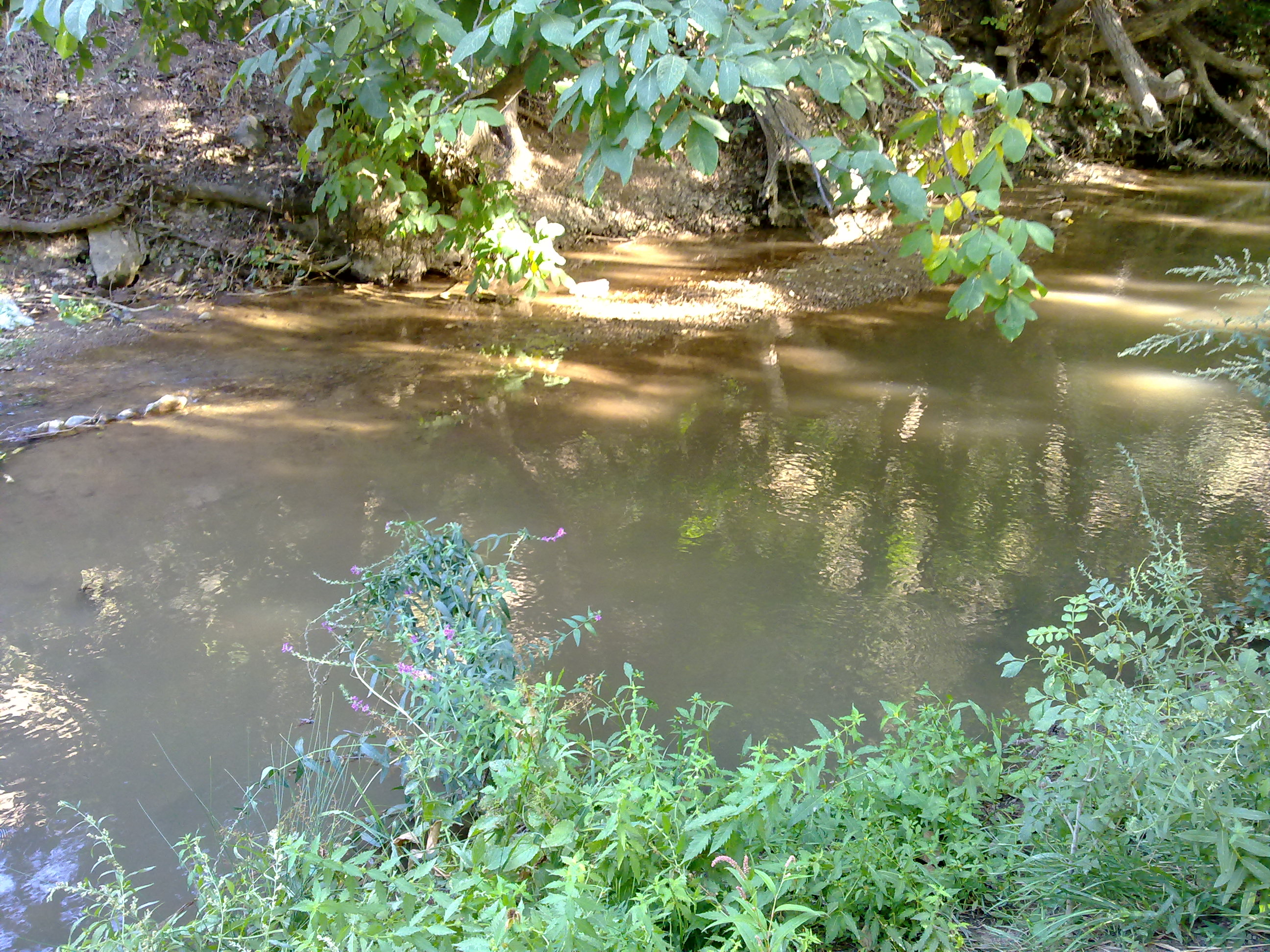
ارومیه-حوالی نوال قاسملو

دره قاسملو در محور جاده ارومیه-اشنویه در استان آذربایجان غربی ایران قرار دارد.

## شکار ممنوع
وجود رودخانه‌های باران وه رز و (قاسملو) و جویبارها و انهار مختلف و چشمه‌های متعدد بزرگ و کوچک و همچنین پوشش جنگلی و گیاهی را علاوه از زیستگاه وحوش به یک منطقه تفریحی و گردشگری مبدل ساخته‌است.
منطقه شکار ممنوع (دره قاسملو) یا (نوال قاسملو) به دلیل داشتن جاذبه‌های طبیعی زیبا، یکی از تفرجگاهای ارومیه نیز می‌باشد. به منظور احیای قوچ ومیش که نسل آن در منطقه به علل مختلف منقرض شده بود، ۱۳۷۶ حدود ۲۰۰ راس از جزیره قویون داغی (کبودان) به این منطقه منتقل شد.